# Jack – J97
Trịnh Trần Phương Tuấn, nacido el 12 de abril de 1997, también conocido como Jack o J97, es un cantante, compositor, rapero y actor vietnamita. Saltó a la fama durante su etapa en el grupo de hip-hop G5R, con el exitoso sencillo "Hồng Nhan".
A lo largo de su carrera ha recibido numerosos reconocimientos: tres premios en los Green Wave Awards y cuatro premios en los Zing Music Awards. También es el primer artista vietnamita en ganar un premio de la televisión asiática al mejor vídeo musical con "Hoa Hải Đường".

## Controversias
La canción lanzada en 2019 en colaboración con su K-ICM, "Em Gì Ơi", fue acusada de plagiar una canción infantil tailandesa titulada "ฝนเทลงมา" por el canal พอดี ม่วน STUDIO en YouTube.  Luego, en 2021, esta canción continuó siendo acusada de ser similar a los primeros compases de la canción "Vì ai em ra đi?" por Akira Phan.
Se creía que "Đom đóm" había sido copiada de la canción "Blue and white Porcelain" (青花瓷) de Jay Chou
Se sospechaba que la canción demo "Thứ anh cần là melody" (ahora es el coro de la canción "LayLaLay") era un plagio de la canción "It Ain't Me" de Kygo con Selena Gomez.  y el estribillo de la canción "Read My Mind" por The Killers.
Muchos internautas creían que "Ngôi sao cô đơn" había plagiado la canción de The Weeknd "Blinding Lights". "Finalmente" fue ampliamente Muchos internautas creen que ha plagiado la canción "Matsuri" de Fujii Kaze y la canción de Jay Chou "Fearless".

## Discografía
| Título vietnamita           | Año de lanzamiento |
| --------------------------- | ------------------ |
| "Giai điệu miền Tây"        | 2018               |
| "Mẹ ơi 2"                   | 2018               |
| "Để đó anh lo"              | 2018               |
| "Về bên anh"                | 2018               |
| "Hồng nhan"                 | 2019               |
| "Bạc phận"                  | 2019               |
| "Sao em vô tình"            | 2019               |
| "Sóng gió"                  | 2019               |
| "Em gì ơi"                  | 2019               |
| "Việt Nam tôi"              | 2019               |
| "Hoa vô sắc"                | 2019               |
| "Là 1 thằng con trai"       | 2020               |
| "Hoa hải đường"             | 2020               |
| "Đom đóm"                   | 2020               |
| "LAYLALAY"                  | 2021               |
| "Ngôi sao cô đơn"           | 2022               |
| "Cuối cùng thì"             | 2022               |
| "Xoá tên anh đi"            | 2023               |
| "Từ nơi tôi sinh ra"        | 2023               |
| "Chúng ta rồi sẽ hạnh phúc" | 2023               |
| "Thiên Lý ơi"               | 2024               |

## Filmografía
| Año  | Programa de televisión    | Role               | Nota                         | Ref           |
| ---- | ------------------------- | ------------------ | ---------------------------- | ------------- |
| 2019 | Odd One In                | Invitado           | Temporada 6, Episodio 4      | [ 8 ]         |
| 2019 | Happy Lunch               | Invitado           |                              | [ 9 ]         |
| 2019 | Sóng Gió – Hồi kết        |                    | Comedia corta                | [ 10 ]        |
| 2019 | 7 Smiles of Spring        | Invitado           | Temporada 3, Episodio 1      | [ 11 ]        |
| 2019 | The Voice Kids of Vietnam | Invitado           | Temporada 7, Episodio 14     | [ 12 ] [ 13 ] |
| 2020 | The Waves 20              | Invitado           |                              | [ 14 ]        |
| 2020 | The Waves of VieON        | Invitado           |                              | [ 15 ]        |
| 2020 | Can't take my eyes off    |                    | Comedia corta                | [ 15 ]        |
| 2021 | The Waves 21              | Invitado           |                              | [ 16 ]        |
| 2021 | Running Man Vietnam       | Miembro del elenco | Temporada 2, episodios 1 a 4 |               |

## Premios y nominaciones
| Año  | Award                         | Act                                                 | Nominaciones  | Resultado | Ref    |
| ---- | ----------------------------- | --------------------------------------------------- | ------------- | --------- | ------ |
| 2019 | Green Wave Awards             | Singer of the Year                                  | Himself       |           |        |
| 2019 | Green Wave Awards             | Best New Artist                                     | Himself       |           |        |
| 2019 | Green Wave Awards             | Best Collaboration                                  | Sóng gió      |           |        |
| 2019 | Green Wave Awards             | Song of The Year                                    | Sóng gió      |           |        |
| 2019 | Green Wave Awards             | Phenomenon Song                                     | Sóng gió      |           |        |
| 2019 | Green Wave Awards             | Top 10 most favorite songs                          | Sóng gió      |           |        |
| 2019 | Green Wave Awards             | Most Favorite song on Radio                         | Sóng gió      |           |        |
| 2019 | Zing Music Award              | Most Favorite Male Singer                           | Himself       |           | [ 17 ] |
| 2019 | Zing Music Award              | Most Favorite Pop/Ballad Song                       | Sóng gió      |           | [ 17 ] |
| 2019 | Mnet Asian Music Awards       | Best New Asian Artist Vietnam                       | Himself       |           | [ 18 ] |
| 2020 | 2020 MTV Europe Music Awards  | MTV Europe Music Award for Best Southeast Asian Act | Himself       |           | [ 19 ] |
| 2020 | Golden Apricot Blossom Awards | Most Favorite Light music Male singer               | Himself       |           | [ 20 ] |
| 2020 | Zing Music Award              | Artist of The Year                                  | Himself       |           | [ 21 ] |
| 2020 | Zing Music Award              | Most favorite Dance/Electronic song                 | Hoa Hải Đường |           | [ 21 ] |
| 2020 | Zing Music Award              | Most Favorite Male Artist                           | Himsefl       |           | [ 21 ] |
| 2020 | Star of the Year              | Male Singer                                         | Himself       |           | [ 22 ] |
| 2020 | Asian Television Awards       | Best Music Video                                    | Hoa Hải Đường |           | [ 23 ] |
| 2020 | Green Wave Awards             | Male Singer of the Year                             | Himself       |           | [ 24 ] |
| 2020 | Green Wave Awards             | Music Video of the Year                             | Hoa Hải Đường |           | [ 24 ] |
| 2020 | Green Wave Awards             | Song of the Year                                    | Hoa Hải Đường |           | [ 24 ] |
| 2020 | Green Wave Awards             | Best Collaboration                                  | With DTAP     |           | [ 24 ] |
| 2020 | Green Wave Awards             | Most Favorite Male Singer                           | Himsefl       |           | [ 24 ] |
| 2020 | Green Wave Awards             | Top 10 Most Favorite Songs                          | Hoa Hải Đường |           | [ 24 ] |
| 2020 | Wechoice Awards               | Singer with the breakthrough activities             | Himself       |           | [ 25 ] |
| 2020 | Wechoice Awards               | Music Video of the Year                             | Hoa Hải Đường |           | [ 25 ] |